# Мунтяну, Вирджил
Вирджил Мунтяну (рум. Virgil Munteanu; 10 июля 1988 года, Дробета-Турну-Северин, Румыния) — румынский борец греко-римского стиля, участник летних Олимпийских игр 2008 года, бронзовый призёр чемпионата Европы 2008 года.

## Спортивная биография
В 2005 году Мунтяну дважды смог стать серебряным призёром юниорских мировых первенств среди кадетов и юниоров. Самого крупного успеха в карьере Вирджил Мунтяну добился на чемпионате Европы в 2008 году, став бронзовым призёром в категории до 55 кг. На чемпионатах мира румынский борец выступал 6 раз и наилучшим результатом для Мунтяну стало 5-е место на первенстве 2009 года.
В 2008 году Мунтяну принял участие в летних Олимпийских играх в Пекине. В соревнованиях в категории до 55 кг Вирджил выбыл в 1/8 финала, уступив американскому борцу Спенсеру Манго. Мунтяну планировал выступить на летних Олимпийских играх 2012 года в Лондоне, но не смог пройти квалификационный отбор. В 2015 году Мунтяну принял участие в первых Европейских играх в Баку. В категории до 59 кг румынский борец смог дойти до четвертьфинала, но там уступил молдаванину Виктору Чобану.